# 克柳基 (捷季耶夫區)
49°12′3″N 29°47′56″E / 49.20083°N 29.79889°E
克柳基（烏克蘭語：Клюки）是位於烏克蘭北部的村莊，由基辅州白采爾克瓦區的泰蒂伊夫市鎮負責管轄。該村始建於1601年，面積2.92平方公里，海拔高度201米，2001年人口691，人口密度每平方公里236.5人。